# آدریانا پاز
آدریانا پاز (انگلیسی: Adriana Paz؛ زادهٔ ۱۳ ژانویهٔ ۱۹۸۰) بازیگر، رقصنده اهل مکزیک است.